# 莱恩斯维尔 (阿拉巴马州)
莱恩斯维尔（英文：Lineville），是美国阿拉巴马州下属的一座城市。面积约为8.94平方英里（约合23.15平方公里）。根据2010年美国人口普查，该市有人口2,395人，人口密度为267.93/平方英里（约合103.46/平方公里）。